# Eroe greco con fanciullo
L'Eroe greco con fanciullo, conosciuto anche come il Gruppo statuario raffigurante Neottolemo ed Astianatte, è una scultura marmorea di epoca romana databile agli inizi del III secolo e conservata presso il museo archeologico nazionale di Napoli.

## Storia e descrizione
Il gruppo scultoreo fu rinvenuto presso gli scavi delle terme di Caracalla a Roma. Fu così dapprima esposto nel cortile di palazzo Farnese, e poi, quando per volere di Ferdinando IV di Borbone venne ultimato il trasferimento della collezione Farnese a Napoli, avviata da Carlo di Borbone qualche decennio prima, nel 1787 l'Eroe greco fu trasferito nella capitale del regno e collocato nella villa reale, dove trovarono posto anche altre sculture romane. Nel 1826 invece la scultura trovò definitiva sistemazione al museo archeologico di Napoli dove tuttora è esposta.
La statua è frutto di importanti restauri di epoca borbonica che hanno interessato soprattutto le teste dei personaggi. Per questo motivo, l'attribuzione certa della scena è tutt'oggi di incerta interpretazione.
Di certo è che viene raffigurato un guerriero greco che sorregge un bambino completamente nudo ed ormai esanime. Lo sguardo spietato del guerriero e la fierezza con cui regge il cadavere lasciano intendere che abbia ucciso lui il fanciullo. Tuttavia, i soggetti potrebbero riferirsi a più personaggi: a Neottolemo, nell'atto di uccidere il piccolo Astianatte; oppure ad Achille e Troilo; o ancora ad Atamante e Learco.
La testa dell'eroe greco, non pertinente, è invece dell'imperatore Commodo.